# Efrem Reatto
Efrem Reatto (Bassano del Grappa, 7 aprile 1909 – Uork Amba, 27 febbraio 1936) è stato un militare italiano, decorato con la medaglia d'oro al valor militare alla memoria durante la guerra d'Etiopia.

## Biografia
Nacque a Bassano del Grappa nel 1909, figlio di Marino e Clelia Pascali. Giovanissimo seguì la famiglia per motivi di lavoro dapprima a Venezia e poi a Roma nel 1923. Nella Capitale si iscrisse alla Legione "Santa Croce" dell’Avanguardia giovanile fascista, e dopo aver conseguito il diploma di perito industriale decise di intraprendere la carriera militare presentando domanda di arruolamento nel Corpo degli alpini come Allievo ufficiale. Il 1º dicembre 1926 si arruolò nel 6º Reggimento alpini, venendo poi trasferito al 2º. Promosso sergente nell'aprile del 1927, fu trasferito al 7º Reggimento alpini nel 1929 divenendo poi sergente maggiore. Nel 1931 fu ammesso a frequentare la Regia Accademia di Fanteria e Cavalleria di Modena, da cui uscì con il grado di sottotenente assegnato in forza alla 76ª Compagnia, Battaglione "Cividale", 8º Reggimento alpini di stanza a Udine. 
In vista dello scoppio della Guerra d'Etiopia fu assegnato al Battaglione "Feltre", 7º Reggimento alpini, in forza alla 5ª Divisione alpina "Pusteria" che partì per Massaua (Eritrea) a bordo del piroscafo Atlanta. Arrivato il 19 gennaio 1936 il suo reparto partì subito per la zona di operazioni del Tembien. Il 27 febbraio fu inserito in uno speciale gruppo di venticinque alpini rocciatori destinati alla conquista dell'arduo picco dell'Amba Uork strenuamente difeso dalle truppe di Ras Cassa Darghiè e Ras Sejum. Nel corso dell’operazione, considerata estremamente rischiosa, rimase ferito alla spalla ma rimase nella postazione per essere poi ferito di nuovo, questa volta gravemente, all'inguine. Riportato al passo di Uarien si spense poco tempo dopo e fu seppellito in loco, in un piccolo cimitero di guerra. La medaglia d'oro al valor militare alla memoria gli fu concessa per diretta decisione del capo del governo Benito Mussolini.

## Riconoscimenti
Una scuola media di Valdobbiadene porta il suo nome, così come gli è stato intitolato il secondo caseggiato accanto al Rifugio Contrin, una volta nominato “Rifugio dei Lupi”, in Val Contrin ai piedi della parete sud della Marmolada. Una caserma di Bassano del Grappa, un tempo denominata "Efrem Reatto", è stata in seguito ribattezzata "Monte Grappa".

### Annotazioni
1. ↑  Il padre Marino era dipendente del Ministero della giustizia, e fu trasferito a Venezia per motivi di lavoro.
2. ↑  Tale cimitero si trova tra Passo Uarieu, Uork Amba e lo Scimarbò.

### Fonti
1. 1 2 3 4 5 6 7 8 9  Fulvio Capone, Efrem Reatto, medaglia d’oro al valor militare, in L’Illustre bassanese n.130, Editrice Artistica Bassanese, Bassano del Grappa, marzo 2011.
2. 1 2 3 4  Bianchi, Cattaneo 2011, p. 212.
3. 1 2  Gruppo Medaglie d'Oro al Valor Militare 1965, p. 156.
4. 1 2 3  Bianchi, Cattaneo 2011, p. 213.
5. ↑   Alessio Sgherza, Livio Sandini: la storia dimenticata del bambino eroe che salvò la vita ai fratelli partigiani, su repubblica.it.